# Bàndol nacional
Bàndol Nacional va ser el nom amb què s'autodenominaren els franquistes, conegut com Bàndol Franquista o feixista pels republicans, arran del Cop d'estat del 18 de juliol contra el govern de la Segona República Espanyola, format després del triomf del Front Popular a les eleccions del febrer d'aquell any, i que donaria origen a la Guerra Civil espanyola. Actualment també se'l sol denominar Bàndol sublevat.
Aquesta denominació es contraposava a la del bàndol republicà emprada per designar les tropes lleialistes.
Amb independència d'aquestes dues denominacions, els franquistes aplicaven als republicans tota una sèrie d'apel·latius de menyspreança com "rojos", "comunistes" (independentment de la seva pertinença o no al Partit Comunista), "separatistes", etc. De la mateixa manera, els Republicans solien anomenar-los "feixistes" (o "fatxes"), "facciosos", "opressors", "sediciosos", etc. També incloïen el terme "nazis", donat l'ajut extern rebut pel bàndol nacional, si bé aquesta darrera denominació seria principalment posterior.
El Bàndol Nacional tenia el suport fonamentalment de les classes conservadores i dels sectors religiosos. Va tenir major acceptació en les zones rurals i en regions de tall conservador, com Navarra, Castella la Vella, Galícia i part d'Andalusia. El bàndol republicà era un conglomerat de partits i organitzacions, en molts casos amb ideologies oposades i fins i tot enfrontades (republicans, socialistes, anarquistes, anarcosindicalistes, comunistes, independentistes, etc.) i aconseguia el seu suport principalment de la classe treballadora, els petits camperols catalans i aragonesos, els jornalers agrícoles andalusos, manxecs, murcians i valencians, els miners andalusos i asturians i els sectors obrers de les grans ciutats i les regions industrialitzades, sent Barcelona, Madrid, València, el País Basc i Astúries les seves principals zones de suport.
El Bàndol Nacional estava constituït principalment per 5 importants sectors socials: conservadors, catòlics, falangistes, monarquics i carlins.
El seu suport exterior va venir de les que serien anomenades les Potències de l'Eix europees a la Segona Guerra Mundial: el Regne d'Itàlia de Benito Mussolini i l'Alemanya Nazi d'Adolf Hitler; així com petits contingents de voluntaris d'altres països, com l'Estat Lliure d'Irlanda o la Segona República Portuguesa, que a més va permetre el pas de subministraments alemanys a través dels seus ports. L'exèrcit rebel també comptà amb abundants tropes de xoc reclutades al Marroc. El comitè de No Intervenció suposà, donada la seva inoperància, ajudà de manera indirecta a aquest bàndol.